# Notre-Dame-du-Sacré-Cœur
Pour les articles homonymes, voir Notre-Dame du Sacré-Cœur (homonymie).
Notre-Dame-du-Sacré-Cœur  est une ancienne municipalité du Québec, dans la banlieue sud de Montréal, annexée à Brossard depuis 1978. Elle était située à trois kilomètres de la rive sud du fleuve Saint-Laurent.
Les limites de Notre-Dame-du-Sacré-Coeur étaient assez simples puisque la municipalité avait exactement la forme d'un rectangle. Aujourd'hui, son ancien emplacement correspond à la partie sud de la section A de Brossard, délimitée par la rue Alain, le boulevard Grande Allée, la rue Baillargeon et le boulevard Lapinière.

## Histoire
Notre-Dame-du-Sacré-Cœur a été formée à partir de la municipalité de la Paroisse de La Prairie de la Magdeleine en 1950. Il s'agit de cette même municipalité à partir de laquelle la ville de Brossard fut créée en 1958.
Le 25 mars 1978, Notre-Dame-du-Sacré-Cœur fut annexée à la ville de Brossard afin de fournir des services suffisants et de maintenir un gouvernement municipal adéquat pour une si petite région géographique. Notre-Dame entretenait déjà des liens étroits avec la ville de Brossard puisque son territoire était presque entièrement entouré par cette dernière. De plus, les écoles de Notre-Dame étaient desservies par la commission scolaire de Brossard.
Immédiatement après la fusion, les rues de Notre-Dame-du-Sacré-Cœur furent rebaptisés et intégrés à la section A de Brossard.
James Darby a été le dernier maire de cette ville, de 1967 à 1978. Le parc James-Darby de Brossard est nommé en l'honneur du dernier maire de Notre-Dame-du-Sacré-Cœur. Ce parc de taille modeste et d'apparence typique est situé à l'intersection des rues Asselin et Anthony.

## Gouvernement
Notre-Dame-du-Sacré-Cœur était dirigée par un maire et six conseillers élus tous les deux ans. L'hôtel de ville de Notre-Dame-du-Sacré-Cœur était situé sur la rue Domville.
Bien qu'elle fût une très petite municipalité, Notre-Dame-du-Sacré-Cœur disposait de son propre service de police.

## Éducation
Notre-Dame-du-Sacré-Coeur était desservie par deux écoles primaires catholiques : Notre-Dame et St-Michel.
L'école Notre-Dame était située sur la rue Riendeau tandis que l'école St-Michel se trouvait sur la rue Pauline.
Les deux écoles relevaient de la Commission scolaire de Brossard et la municipalité n'avait pas d'école secondaire.

## Rues
| Notre-Dame-du-Sacré-Cœur | Brossard     |
| ------------------------ | ------------ |
| Booker                   | Anthony      |
| Domville                 | Alexandre    |
| Pauline                  | Aline        |
| Riendeau                 | Auteuil      |
| Stedman                  | Auclair      |
| Sylvain                  | Alain        |
| 5th av                   | Grande-Allée |
| 6th av                   | Aubry        |
| 7th av                   | Arpin        |
| 8th av                   | Asselin      |
| 9th av                   | Alarie       |
| 10th av                  | Audette      |

La presque totalité du changement des rues s'est produit durant la fusion en 1978. La 5e avenue fut  rebaptisée boulevard Grande Allée en 1971.